# Olivia Nicholls
Olivia Nicholls, née le 26 octobre 1994 à Norwich, est une joueuse britannique de tennis, professionnelle depuis 2017.

## Carrière
Olivia Nicholls est initiée au tennis par sa mère au sein du Acle Tennis Club, dans l'est de l'Angleterre. Elle fréquente l'université de Loughborough où elle étudie les sciences du sport. Elle dispute huit tournois ITF en double en 2016 et en remporte quatre avec Sarah Beth Grey. Après avoir brièvement figuré dans le top 1000 mondial à titre individuel en 2017, elle se spécialise naturellement vers le double au cours de la saison suivante.
Depuis 2021, elle fait fréquemment équipe avec sa compatriote Alicia Barnett. En mars 2022, elles atteignent la finale du tournoi WTA 250 de Lyon. Elle sont ensuite titrées au niveau ITF à Bellinzona et Grodzisk Mazowiecki. En août, elles gagnent leur 1er titre WTA en double à Granby. Elles font également partie de l'équipe Britannique demi-finaliste de la Coupe Billie Jean King face à l'Australie.
En 2023, elle dispute quatre finales en ITF 100 000 $ et s'impose à Vitoria-Gasteiz. En mars 2024, elle est titrée à Austin avec Olivia Gadecki puis s'associe à mi-saison avec Tereza Mihalíková après une finale à Bois-le-Duc. Elles atteignent la finale du WTA 1000 d'Indian Wells en 2025.

## Palmarès

### Titres en double dames
| No | Date       | Nom et lieu du tournoi                         | Catégorie | Dotation    | Surface      | Partenaire        | Finalistes                        | Score            |          |
| -- | ---------- | ---------------------------------------------- | --------- | ----------- | ------------ | ----------------- | --------------------------------- | ---------------- | -------- |
| 1  | 21-08-2022 | Championnats Banque Nationale de Granby Granby | WTA 250   | 251 750 $   | Dur (ext.)   | Alicia Barnett    | Harriet Dart Rosalie van der Hoek | 5-7, 6-3, [10-1] | Parcours |
| 2  | 26-02-2024 | ATX Open Austin                                | WTA 250   | 267 082 $   | Dur (ext.)   | Olivia Gadecki    | Katarzyna Kawa Bibiane Schoofs    | 6-2, 6-4         | Parcours |
| 3  | 16-06-2025 | Berlin Tennis Open Berlin                      | WTA 500   | 1 064 510 $ | Gazon (ext.) | Tereza Mihalíková | Sara Errani Jasmine Paolini       | 4-6, 6-2, [10-6] | Parcours |

### Finales en double dames
| No | Date       | Nom et lieu du tournoi        | Catégorie | Dotation    | Surface      | Vainqueures                    | Partenaire        | Score     |          |
| -- | ---------- | ----------------------------- | --------- | ----------- | ------------ | ------------------------------ | ----------------- | --------- | -------- |
| 1  | 28-02-2022 | Open 6e sens Lyon             | WTA 250   | 239 477 $   | Dur (int.)   | Laura Siegemund Vera Zvonareva | Alicia Barnett    | 7-5, 6-1  | Parcours |
| 2  | 10-06-2024 | Libema Open Bois-le-Duc       | WTA 250   | 267 082 $   | Gazon (ext.) | Ingrid Neel Bibiane Schoofs    | Tereza Mihalíková | 7-66, 6-3 | Parcours |
| 3  | 05-03-2025 | BNP Paribas Open Indian Wells | WTA 1000  | 8 963 700 $ | Dur (ext.)   | Asia Muhammad Demi Schuurs     | Tereza Mihalíková | 6-2, 7-64 | Parcours |

### Titre en double en WTA 125
| No | Date       | Nom et lieu du tournoi                | Catégorie | Dotation  | Surface    | Partenaire     | Finalistes                    | Score    |          |
| -- | ---------- | ------------------------------------- | --------- | --------- | ---------- | -------------- | ----------------------------- | -------- | -------- |
| 1  | 11-03-2024 | Fifth Third Charleston 125 Charleston | WTA 125   | 115 000 $ | Dur (ext.) | Olivia Gadecki | Sara Errani Tereza Mihalíková | 6-2, 6-1 | Parcours |

### Finales en double en WTA 125
| No | Date       | Nom et lieu du tournoi      | Catégorie | Dotation  | Surface      | Vainqueures                       | Partenaire        | Score             |          |
| -- | ---------- | --------------------------- | --------- | --------- | ------------ | --------------------------------- | ----------------- | ----------------- | -------- |
| 1  | 11-12-2022 | Open BLS de Limoges Limoges | WTA 125   | 115 000 $ | Dur (int.)   | Oksana Kalashnikova Marta Kostyuk | Alicia Barnett    | 7-5, 6-1          | Parcours |
| 2  | 12-05-2025 | Trophée Clarins Paris       | WTA 125   | 115 000 $ | Terre (ext.) | Irina Khromacheva Fanny Stollár   | Tereza Mihalíková | 4-6, 7-65, [10-5] | Parcours |

## Parcours en Grand Chelem

### En double dames
| 2022 | —                                                                                          | —                                                                                     | —                                                                                                 | —                                                                                     | 2e tour (1/16) A. Barnett \|\| style="text-align:left;" \| N. Kichenok R. Olaru         | 1er tour (1/32) A. Barnett \|\| style="text-align:left;" \| A. Guarachi A. Klepač |
| 2023 | 1er tour (1/32) A. Barnett \|\| style="text-align:left;" \| M. Kolodziejová M. Vondroušová | 1er tour (1/32) A. Barnett \|\| style="text-align:left;" \| J. Paolini M. Trevisan    | 1er tour (1/32) A. Barnett \|\| style="text-align:left;" \| L. Marozava I. Gamarra Martins        | —                                                                                     | —                                                                                       |                                                                                   |
| 2024 | —                                                                                          | —                                                                                     | 1er tour (1/32) I. Gamarra Martins \|\| style="text-align:left;" \| N. Melichar-Martinez E. Perez | 1/8 de finale T. Mihalíková \|\| style="text-align:left;" \| L. Kichenok J. Ostapenko | 1/8 de finale T. Mihalíková \|\| style="text-align:left;" \| A. Danilina I. Khromacheva |                                                                                   |
| 2025 | 1er tour (1/32) T. Mihalíková \|\| style="text-align:left;" \| Hsieh S.-w. J. Ostapenko    | 1/8 de finale T. Mihalíková \|\| style="text-align:left;" \| O. Danilović A. Potapova | 1er tour (1/32) T. Mihalíková \|\| style="text-align:left;" \| K. Rakhimova A. Sisková            |                                                                                       |                                                                                         |                                                                                   |

N.B. : le nom de la partenaire se trouve sous le résultat ; les noms des ultimes adversaires se trouvent à droite.

### En double mixte
| Année | Open d'Australie                                                            | Open d'Australie                     | Internationaux de France                                                          | Internationaux de France | Wimbledon                                                                      | Wimbledon | US Open | US Open |
| ----- | --------------------------------------------------------------------------- | ------------------------------------ | --------------------------------------------------------------------------------- | ------------------------ | ------------------------------------------------------------------------------ | --------- | ------- | ------- |
| 2022  | —                                                                           | —                                    | —                                                                                 | —                        | 1er tour (1/16) K. Edmund \|\| style="text-align:left;" \| C. Gauff J. Sock    | —         | —       |         |
| 2023  | —                                                                           | —                                    | —                                                                                 | —                        | 1/2 finale J. O'Mara \|\| style="text-align:left;" \| L. Kichenok M. Pavić     | —         | —       |         |
| 2024  | —                                                                           | —                                    | —                                                                                 | —                        | 2e tour (1/8) H. Patten \|\| style="text-align:left;" \| E. Routliffe M. Venus | —         | —       |         |
| 2025  | 1/2 finale H. Patten \|\| style="text-align:left;" \| K. Birrell J.P. Smith | 1/4 de finale H. Patten \|\| Forfait | 1er tour (1/16) H. Patten \|\| style="text-align:left;" \| A. Muhammad A. Molteni | —                        | —                                                                              |           |         |         |

N.B. : le nom du partenaire se trouve sous le résultat ; les noms des ultimes adversaires se trouvent à droite.

## Classements en fin de saison
| Année          | 2016 | 2017 | 2018 | 2019 | 2020 | 2021 | 2022 | 2023 | 2024 |
| Rang en simple | 1181 | 1000 | –    | –    | –    | –    | –    | –    | –    |
| Rang en double | 457  | 460  | 273  | 402  | 324  | 187  | 63   | 107  | 39   |

Source : (en) Classements de Olivia Nicholls sur le site officiel de la Fédération internationale de tennis